# Oxylides stempfferi
Oxylides stempfferi är en fjärilsart som beskrevs av Berger 1981. Oxylides stempfferi ingår i släktet Oxylides och familjen juvelvingar. Inga underarter finns listade i Catalogue of Life.